# 제임스 폴리 (기자)
제임스 라이트 "짐" 폴리(영어: James Wright "Jim" Foley, 1973년 10월 18일 ~ 2014년 8월 19일경)는 미국의 보도기자이다.
처음엔 시리아 내전의 프리랜서 종군기자로 활동했으며, 이후 2012년 11월 22일에 시리아 북서부에서 납치되었다. 2014년 8월에 미국의 이라크 공습에 대한 보복으로 이슬람 국가에 의한 첫 번째 미국인 희생자가 되었다. 기자로 일하기 전에, 폴리는 티치 포 아메리카(Teach For America, TFA) 비영리 단체에서 강사로 일했다. 2009년 그는 미국 국제개발청의 이라크 지원 개발 프로젝트의 일원으로 종군 기자가 되었고, 2011년에는 미국 군인 신문인 《Stars and Stripes》와 《글로벌 포스트》에 글을 기고했다. 그는 리비아에서 카다피 군대에 의해 44일 동안 붙잡혀 있었다. 다음 해에 시리아에서 납치되었을 때, 그는 《AFP》와 《글로벌포스트》에서 일을 했다.

## 어린 시절과 교육
제임스 폴리는 다이앤 폴리와 존 폴리의 첫째 아들로 1973년 10월 18일에 일리노이 주의 에번스턴에서 태어났고 뉴햄프셔주의 울프버러에서 자랐다. 그는 천주교 신자였다. 1992년에 킹스 우드 고등학교를 졸업한 후에 위스콘신주 밀워키에 있는 마케트 대학교(Marquette University)에 입학했다. 그는 그곳에서 억압받는 사람들을 위해 평생을 바치기로 결심했고 1996년부터 2000년까지 4년 동안 애리조나주의 피닉스에 있는 티치 포 아메리카에서 강사로 일했다. 폴리는 2002년 매사추세츠 대학교 애머스트에서 MFA program in writing 과정을 수료했다. 매사추세츠에 있는 동안 그는 고등학교를 졸업하지 못한 미혼모들을 도와 검정고시 시험에 합격할 수 있도록 수업을 진행했고, 그 후에도 시카고에 있는 쿡카운티 교도소에서 재소자들을 위해 영어를 가르쳤다. 그리고 2008년 노스웨스턴 대학교의 메디빌 언론대학을 졸업했다.

## 경력
제임스 폴리는 애리조나주의 매사추세츠에서 교사로, 시카고에서는 티치 포 아메리카에서 경력을 쌓기 시작했다. 2000년대 중반 그는 사진기자로 직업을 바꾸었다. 2009년에 폴리는 바그다드의 미국 국제개발청에서 일을 했다. 그는 독재정권 아래에서 수십 년간 고립되어 자유를 빼앗긴 이라크 행정조직 재건 프로그램 설계를 위한 훈련 세미나 진행과 의회 조직을 도왔다. 2010년에는 프리랜서 기자가 되기 위해 이라크를 떠나 아프가니스탄으로 가 임베드 프로그램에 참여했고, 그의 형제가 미 공군에서 장교로 복무 중인 이라크에서 종군기자가 되었다. 2011년 1월, 폴리는 아프가니스탄에서 미국 군인 신문인《Stars and Stripes》의 기자로 합류해 임무를 맡았지만 2개월 후 칸다하르 비행장에서 대마초를 소지한 혐의로 인해 미국 헌병에 의해 구금당했고 그 자리에서 해임되었다. 2011년 3월 3일 폴리는 마리화나를 소지하고 있었다는 사실을 인정하고 스스로 사임했다.
2011년, 보스턴에 소재한 《글로벌 포스트》에서 일을 하는 동안 그는 무아마르 카다피 정부에 맞서 일어난 반란을 취재하기 위해 다시 리비아로 돌아갔다.

## 2011년 리비아에서의 억류
2011년 4월 5일 오전, 폴리와 《월간 애틀랜틱》, 《크리스천 사이언스 모니터》, 《USA 투데이》소속의 프리랜서 리포터인 클레어 모르가나 길리스와 스페인 포토그래퍼 마누 브라보는 카다피 친위부대에 의해 리비아의 브레가 근처에서 억류되었고, 남아프리카공화국의 사진기자 안톤 함메를은 공격을 당해 사망했다. 총격이 시작됐을 때, 폴리와 질리스는 함메를이 "도와줘!"라고 소리치는 것을 들었다. 함메를은 그 자리에서 사망했고 다른 3명의 기자들은 카다피 군대에 의해 폭행을 당했으며 그들의 포로가 되었다. 폴리는 "안톤이 그 자리에서 죽은 걸 보았을 때 모든 것이 변한 듯했다. 심지어 내가 맞고 있다는 것을 느끼지도 못했다"고 진술했다. 길리스는 "우리는 모두 그를 흘깃 내려다봤고 군인들이 우리를 데려갈 때, 그가 피투성이가 되어 쓰러져 있는 것을 보았다. 그리고나서 우리는 트럭에 실렸고 머리는 아래로 처박혔다. 우리는 나중에 그에게 어떤 일이 일어나는지 아무것도 볼 수 없었다." 고 말했다.
폴리는 44일 후에 석방되었다. 5월 18일, 폴리, 길리스, 브라보와 니겔 챈들러(억류되어있던 영국의 기자)는 석방 후에 릭소스 알나스르 트리폴리호텔로 보내졌다. 폴리는 밀워키로 돌아왔고 그가 안전하게 돌아올 수 있도록 자신을 위해 기도해준 커뮤니티에 감사를 전했다. 하지만 그의 억류 경험은 그를 단념시키지 못 했다. 그는 곧 리비아로 돌아갔고 2011년 10월 20일《글로벌포스트》특파원 트레이시 쉘턴과 함께 무아마르 카다피 체포 현장에 있었다. 폴리는 시리아 내전 동안《글로벌포스트》를 비롯한《AFP (통신사)》와 같은 다른 매체에서도 일을 했다.

## 2012년 시리아에서의 납치, 인질 석방 협상, 구출 작전
2012년 11월 22일, 제임스 폴리를 비롯한 영국인 기자인 존 캔틀리와 그의 통역사는 비네쉬에 위치한 한 인터넷 카페에서 출발해 터키 국경지역으로 가는 도중 범죄조직원에 의해 시리아의 북서부에서 납치되었다. 보도에 따르면 그들은 2012년 7월에, 캔틀리가 납치되고 4명의 자유시리아군에 의해 극적으로 구출되었던 과정을 묘사한 영화를 만들고 있었다. 통역사와 택시기사는 풀려났지만 존 캔틀리는 현재(2015년 3월 20일)까지 억류되어있다. 현재 캔틀리는 생사불명 상태이다. 측근의 소식통에 따르면 폴리의 가족은 그가 시리아 대통령인 바샤르 알아사드의 충신인 샤비하 민병대에 의해 납치당한 것으로 믿고 있었다고 말했다. 그러나 석방된 후 폴리는 다마스쿠스의 복합건물인 시리아 에어 포스 인텔리전스(Syrian Air Force Intelligence)에 갇혀있었다고 전했다.
2013년 11월에서 12월까지 협상하는 동안, 폴리의 납치범들은 가족들과 그의 고용주인《글로벌포스트》에게 몸값으로 1억 유로를 요구했고(미국 달러로 대략 1억 3200만 달러) 미국은 석방을 대가로 교환을 진행했다. 《글로벌포스트》의 최고경영자 필립 발도니(Philip Balboni)는 폴리의 석방을 위한 노력으로 국제안보 회사인 Kroll Inc.를 고용했으며 회사는 수백만 달러를 썼다고 언급했다. 2013년 9월 회사는 폴리의 위치를 파악해 추적했고 그는 감금당하는 동안 여러 번 옮겨졌다. 크롤의 조사는 시리아 에어 포스 인텔리전스에 의해 통제되고 있는 다마스쿠스 감옥에 적어도 1명 이상의 서방 기자들과 함께 잡혀있다는 《글로벌포스트》보도로 이어졌다. 그중에는 2012년 8월 13일 시리아 남서부에 위치한 다라이야(Darayya)에서 실종된 미국인 기자 오스틴 타이스(Austin Tice)도 포함이 돼있는 걸로 추정된다.
2014년 6월 동료 인질이었던 덴마크 사진기자 다니엘 레 오토센(Daniel Rye Ottosen)이 IS에 의해 석방되었다. 폴리는 가족들에게 쓴 편지가 모두 IS에 의해 압수되자, 석방되는 동료에게 자신의 편지를 외워 가족에게 전해달라고 부탁했다. 풀려난 동료는 석방되자마자 폴리의 가족에게 전화를 걸어 암기한 편지 내용을 전달해 줬다.
그는 편지를 통해 “가족들과 함께 했던 행복한 기억들을 떠올리며 이곳에서 버티고 있다”면서 “음식이 잘 나와서 몸무게가 오히려 늘었다."라고 가족들을 안심시켰다. 가족들은 폴리 사망 후에 그 편지를 페이스북에 올렸다.
사랑하는 가족과 친구들에게. 

아버지와 함께 쇼핑몰에 갔던 기억이 나요. 어머니와 함께 오랫동안 자전거를 탔던 기억도요. 가족들과 함께 했던 즐거운 순간들을 떠올릴 때면 잠시나마 감옥에 있다는 사실을 잊을 수 있어요. 가족들이 나를 위해 항상 기도하고 걱정하고 있다는 사실을 잘 알고 있어요. 감사드립니다. 저 역시 가족들이 제가 돌아갈 때까지 무사히 믿고 버틸 수 있도록 해달라고 기도하고 있어요. 기도를 하고 있을 때면 이 어둠 속에서조차 당신들과 함께 있는 듯한 기분이 든답니다.
지금 저는 18명의 포로들과 한 방에서 서로 의지하며 지내고 있어요. 우리는 영화와 퀴즈, 스포츠 같은 주제로 대화를 나누거나 체스 게임을 해요. 토너먼트로 게임을 할 때는 며칠 동안 전략 세우기에 골몰할 때도 있어요. 게임을 하고 서로 전략을 연구하다 보면 시간이 꽤 잘 간답니다. 우리는 긴장을 풀기 위해 같은 이야기를 계속 되풀이하거나 큰 소리로 웃기도 해요.
가끔 동료들 중 누군가가 석방될 때면 무척 기쁘기도 하면서, 동시에 자유에 대한 갈망이 더욱 커지게 되는 건 어쩔 수 없네요. 우리는 서로를 격려하면서 힘을 북돋아 주려고 애씁니다. 우리는 꽤 잘 먹고 있어요. 차도 매일 마시고, 때때로 커피도 줘요. 저는 지난해 잃었던 몸무게의 대부분을 회복했어요.
형제 자매들이 많이 그리워요. 마이클(남자 형제)과 함께 늑대인간 놀이를 했던 기억이 납니다. 만약 내 통장에 돈이 남아 있다면 그 돈을 마이클과 매튜에게 주고 싶어요. 너희들이 매우 자랑스럽단다. 그리고 고마워. 나에게 즐거운 유년시절의 기억을 만들어줘서. (중간 생략)
그리고 할머니. 약 꼭 챙겨드시고 계시죠. 산책과 댄스도 계속 하셔야 해요. 제가 집에 돌아가면 꼭 함께 외출 해요. 그리고 늘 건강하셔야 해요. 제가 (석방되고 나서) 다시 제 삶을 되찾으려면 할머니의 도움이 필요할 것 같아요.

미국 정보 기관에 의해 인질들의 위치를 파악한 미군은, 2014년 7월 미국 대통령인 버락 오바마의 승인 권한에 따라 제임스 폴리 등 실종 미국인들에 대한 구출작전을 펼쳤으나 미션은 실패로 돌아갔다. 인질들이 옮겨졌기 때문이다. 작전은 160 특수 작전 항공 연대, 헬리콥터, 고정익 항공기, 무인 항공기를 포함한 여러 가지에 관련되어 있는 특수작전부대가 참여했다. 델타포스 특공대가 시리아의 동쪽에 위치한 락까에 착륙했을 때 사격이 시작되었고 인질들이 옮겨진 사실이 밝혀졌다. 정부 관계자들은 IS가 해당 장소에서 인질을 이동시킨 이유를 알 수 없다면서 "우리가 그곳에 갔을 때는 이미 너무 늦은 상황이었다"고 말했다. 이 과정에서 IS는 상당수의 사상자가 발생했고, 미군은 한 명이 경상을 입었다. 이 작전은 폴리의 죽음으로 기밀 리스트에서 제외되었다. 미국 정부의 이번 비밀 작전 발표는 앞으로 시리아와 이라크에서 대규모 구출작전을 실시하기 위한 포석이라고《뉴욕타임스》는 분석했다. 이 작전은 미국이 시리아 내전 동안에 지상군을 투입한 첫번째 군사작전으로 대표되었다.

## 미국 정부의 몸값 무대응 원칙 논란
IS는 폴리를 참수하기 전 미국 정부에 몸값 수백만달러를 요구했던 것으로 알려졌다. 폴리의 유족 대표와 폴리와 함께 붙잡혔다 풀려난 인질의 증언에 따르면 IS는 최근까지 폴리를 석방하는 대가로 수백만 달러를 요구했지만 미국 정부는 기존 방침에 따라 이를 거부했다. 미국과 영국 정부는 테러단체들의 몸값 요구에 대응하지 않는 것을 원칙으로 하고 있다. 몸값을 주면 이를 노린 테러단체의 민간인 납치가 반복된다는 이유때문이다.
그러나 폴리의 아버지인 존 폴리는 그의 아들이 석방될 수 있을 것으로 믿었고 아직 협상의 여지가 남아있다는 희망을 버리지 않았다. 가족은 폴리의 석방을 위해 미국정부의 방침을 깨고 인질 몸값을 준비한 것으로 알려졌다.(액수는 밝혀지지 않았다.)
유엔 안전보장이사회는 올해 초 납치범들의 몸값 요구에 응하지 않게 하는 내용의 결의를 만장일치로 채택했지만 프랑스를 비롯한 유럽 국가와 카타르 같은 중동 국가는 돈을 주고라도 인질을 구하는 것으로 알려져 있다. 탈레반에 납치된 경험이 있는 《로이터 통신》의 칼럼니스트 데이비드 로드는 이번 사례는 미국과 유럽 정부의 대응 차이가 낳은 가장 명백한 결과라고 지적했다. 로드는 결과적으로 미국과 유럽의 다른 접근법이 납치자를 억제하거나 인질을 보호하는 데 실패했다면서 미국과 유럽의 일관적인 대응이 필요하다고 했다. 이런 상황에서 버락 오바마 행정부 내에서도 몸값을 주더라도 인질을 구해야 한다는 목소리가 높아지고 있으며, 미국 태도가 이중적이라는 지적도 많다. 2014년 5월 아프가니스탄에서 탈레반에 붙잡혀 있던 보 버그달 육군 병장을 데려오기 위해 관타나모 수용소에 수감 중이던 탈레반 테러 용의자 5명과 교환한 것이 대표적이다. 한편, 프랑스 기자 디디에 프랑수아와 니콜라 에냉은 IS에 납치됐다가 2014년 4월 프랑스 정부가 몸값을 지급해 풀려났다. 프랑수아는 2013년 10월부터 석방 직전까지 폴리와 함께 있었다면서 "그는 언제나 다른 사람을 먼저 생각하고 모두를 위해 식량을 요구하는 멋진 사람이었다"고 말했다고《AFP통신》은 보도했다. 폴리는 미국인이란 이유만으로 구금된 동안에 모의 처형식의 대상이 되었으며 그를 상대로 정기적인 고문, 학대를 하는 일이 빈번했다.

## 죽음
폴리의 행방은 2014년 8월 19일 IS가 유튜브에 "미국에게 보내는 메시지"라는 제목의 영상을 올릴때까지 밝혀진 사실이 없었다. 영상은 이라크 또는 시리아 사막 어딘가에서 찍혔으며, 복면의 남성은 런던 이스트엔드의 이주민들이 많이 사용하는 다문화 런던식 영어(multicultural London English)를 구사하는 것으로 나타났다. 영상은 알하야트 미디어 센터에서 제작 배포되었다. 알하야트는 그간 IS에 관련된 상당히 정교한 선전영상들을 수차례 공개해왔다. 8월 19일 폴리의 가족은 그의 죽음을 확인했다. 8월 20일 미국 국가안전보장회의는 해당 비디오의 진위 여부를 확인한 결과 동영상 속 처형된 희생자는 그가 맞는 것으로 확인했다. 폴리의 모친 다이앤 폴리는 프리 제임스 폴리(Free James Foley) 페이스북을 통해 심경을 밝혔다.
다이앤 폴리의 메시지 

우리 아들 짐이 이렇게 자랑스러웠던 적은 없습니다. 짐은 시리아 국민들의 고통을 전 세계에 알리는 데 목숨을 바쳤습니다.
우리는 IS에게 남아 있는 인질들을 살려줄 것을 간곡히 호소합니다.
짐과 마찬가지로 이들은 무고한 사람들입니다. 그들은 이라크와 시리아를 비롯한 전 세계 어디에서도 미국 정부의 정책에 통제력을 가진 사람들이 아닙니다.
우리는 짐이 우리에게 가져다줬던 모든 즐거움에 대해 감사합니다. 짐은 아주 특별한 아들이었고, 형제였고, 기자였으며, 인간이었습니다.
우리가 아들을 애도하고 기리는 기간 동안 저희 사생활을 존중해주시기를 부탁드립니다.

프란치스코 교황은 폴리의 가족들에게 전화를 걸어 애도를 표했다.
미국 법무부와 법무부 장관인 에릭 홀더는 그의 죽음에 대한 범죄 수사를 진행하며 범인을 끝까지 쫓을 것이며, 우리에게 어떤 일이 일어났는지 결코 잊지 않을 것과 동시에 어떤 식으로든 책임을 물을 것이라고 발표했다. 8월 22일 석방되기 전에 폴리와 함께 갇혀있었던 동료 피터 무어는 납치범들에게 폴리의 시신을 가족들에게 인도하라고 요청했다.
2014년 12월에 IS는 폴리의 시신을 유족에게 넘기는 대가로 100만 달러를 요구했다. 3명의 시리아 협상단은 돈을 먼저 보내야 DNA와 시신을 터키 국경 지역에서 인도하겠다고 제안했다. 이와 관련해 미 국무부는 “참수된 나머지 미국인 인질의 시신을 매매하려는지 정보를 더 찾는 중”이라고 말했다. 폴리의 가족은 이 사항에 대해 아무런 언급도 하지 않고 있다.

## 사후
2014년 8월 22일 인도의 모래 예술가인 수다르산 팻낵은 인도 동쪽 지역인 오디샤 주의 퓨리 해변의 4톤 가량되는 모래를 사용해 폴리의 얼굴을 묘사한 조각상을 만들었다. 모래 조각상은 "무고한 사람을 죽이지 말라"라는 메시지와 함께 전시되었다.
마케트 대학교에서는 그를 기리기 위해 디드리히 커뮤니케이션 대학의 제임스 폴리 장학 재단을 설립했다.
메트로폴리스의 경찰청장인 버나드 호건 하우 경은 "영국 내에서 비디오를 공공연하게 보고 다운로드하거나 극단 주의자의 자료를 퍼뜨리는 행위는 테러리즘 법에 의해 범죄로 여겨진다는 것을 다시 한번 말씀드린다"라고 주의를 당부했고, 영상 장면을 공유하거나 미화시키는 사람을 찾아내겠다는 설명을 이어갔다.
트위터 최고 경영자인 딕 코스톨로는 "회사는 폴리의 참수 이미지를 올린 계정을 정지시키고 이미지 확산을 막기 위한 최선의 조치를 취할 것"이라고 말했다.
유튜브 대변인은, 유튜브는 폭력적인 범죄를 하게끔 유도하는 것이나, 불필요한 폭력, 상대방에 대한 경멸적인 발언 같은 금지 콘텐츠에 대한 확실한 정책을 가지고 있으며 이런 방침을 위반한 비디오를 올림으로서 이용자들에게서 경고가 들어올 때에는 즉시 비디오를 삭제한다고 말했다.
2014년 9월 12일 폴리의 가족은 "제임스 폴리 재단"을 설립했다. 재단은 청소년들에게 양질의 교육 기회를 제공하기 위한 것뿐만 아니라 분쟁지역에서의 미국 기자들의 보도 지원, 인질극에 대한 정부 정책의 세계적 대화, 미국 인질가족을 위한 정보센터를 짓기위한 목적으로 시작했다.
《글로벌포스트》는 "우리는 계속해서 시리아에 특파원들을 보내긴 하지만 전쟁지역에서 일하는 프리랜서 들을 더 이상 받아들일 수 없다."는 성명서를 발표했다. 《AFP (통신사)》역시 시리아나 다른 위험한 지역에 취재를 가는 기자들을 더 이상 받지 않겠다고 말했으며 누군가가 시리아에서 제공하는 사진이나 정보를 줬을 때 그것을 쓰지 않을 것이라고 말했다.

## 같이 보기
- 2014년 시리아에서의 미국인 인질 구출 작전